# سیارک ۴۳۹۷۱
سیارک ۴۳۹۷۱ (به انگلیسی: 43971 Gabzdyl، نامگذاری:1997GB4) چهل و سه هزار و نهصد و هفتاد و یکمین سیارک کشف شده‌است که در ۸ آوریل ۱۹۹۷ کشف شد.